# Mil Mi-10
Mil Mi-10 (Ruski: Ми-10, NATO naziv "Harke") je sovjetski/ruski transportni helikopter dizajniran na osnovu Mi-6, te korišten kao zračna dizalica.

## Dizajn i razvoj
Mil je dizajnirao Mi-10 kao leteću dizalicu na osnovu Mi-6. Novi helikopter je javno prezentiran u srpnju 1961. na Tushinu, a 1965. je demonstriran i u Parizu. I Mi-6 i Mi-10 su dijelili iste motore, sustav rotora a i većina dijelova je bila kompatabilna za oba helikoptera. Osnovnu posadu su činila 3 člana a mogao je prevesti i 28 putnika. Prvi helikopteri su imali udubljenja u nosu kako bi posada mogla motriti teret, no to je kasnije zamijenjeno TV kamerom.
1966. je prezentirana i izmijenjena inačica Mi-10K. Kasnije je napravljena i inačica koja je korištena kao platforma za protumjere oznake Mi-10P. Do kraja proizvodnje, napravljeno je oko 55 zrakoplova i prema nekim izvorima, samo tri helikoptera su izvezena u Irak.

## Inačice
- V-10 - Prototip
- Mi-10K (Harke-B) - Inačica s kraćim stajnim trapom i s dva člana posade.[3]
- Mi-10R (Harke-A) - Standardna proizvodna inačica.
- Mi-10PP - Platforma za elektroničko ratovanje.[4]

## Tehničke karakteristike
Osnovne karakteristike
- posada: 3
- kapacitet: 28 putnika ili
15.000 kg tereta u kabinskom prostoru ili
8.000 kg ovješenog tereta
- dužina: 32,86 m
- promjer rotora: 35,00 m
- visina: 9,80 m m

Letne karakteristike
- najveća brzina: 200 km/h
- ekonomska brzina: 180 km/h
- dolet: 250 km
- najveća visina leta: 3.000 m
- motor: 2× Soloviev D-25V turboosovinska motora

## Poveznice
- CH-54 Tarhe
- Mil Mi-6